# Lijst van tuin- en landschapsarchitecten
Onderstaande lijst van tuin- en landschapsarchitecten bevat namen van tuin- en landschapsarchitecten die landelijke en/of internationale bekendheid hebben verworven.

## A
- Édouard André 1840-1911

## B
- John Bergmans 1892-1980
- Alicia de Bielefeld 1952
- Jan Bijhouwer 1898-1974
- Pieter Blaauboer 1924–2008
- Ank Bleeker
- Gerard Bleeker 1882-1956
- Hubert de Boer  1937-2023
- Arij van Bol'es 1695-1776
- Renske Boon 1900-1985
- Ellen Brandes de Lestrieux Hendrichs 1928-2008
- Charles Bridgeman 1690-1738
- Chris Broerse 1902-1995
- Capability Brown 1716-1783
- Roberto Burle Marx 1909-1994
- Pieter Buys 1923–2018
- Jules Buyssens 1872-1958

## C
- Liesbeth Canneman-Philipse
- Tine Cool
- Hendrik Copijn 1842-1923
- Hendrik Hogarth Copijn 1909-1977
- Jan Copijn 1812-1885
- J'ørn Copijn 1941
- Lia Copijn-Schukking 1944
- Lodewijk Wilhelmus Copijn 1878-1945
- Loek Copijn 1938
- Pieter Gerard Copijn 1854-1927

## D
- Saco Rienk DeBoer 1883-1974
- Jan Denier van der Gon (1856 1933)
- Paul Deroose 1945
- Denis Dujardin 1958
- Erik Dhont
- Aleks Droog 1960

## E
- Marcel Eekhout 1961

## G
- Michael van Gessel
- Adriaan Geuze
- Jean Gindra

## H
- Door Haan
- H.F. Hartogh Heys van Zouteveen 1870-1943
- Ada Hofman 1946
- Alle Hosper 1943-1997
- Arend Jan van der Horst 1943

## J
- Gertrude Jekyll 1843-1932
- Gerard Jol

## K
- Édouard Keilig 1827-1895
- William Kent 1685-1748

## L
- Hendrik van Lunteren

## M
- Frans Maas 1930
- Winy Maas (1959)
- Andy Malengier 1971
- J.M. Maréchal 1858-1936
- Daniël Marot 1661-1752
- Egbert Mos 1922-1990

## N
- André le Nôtre 1613-1700

## O
- Frederick Law Olmsted
- Hein Otto 1916-1994
- Piet Oudolf 1944

## P
- Salomon van der Paauw 1794–1869
- Joseph Paxton 1803-1865
- René Pechère 1908-2002
- Krijn Perk Vlaanderen 1888-1965
- Michiel Pesman 1887–1962
- Charles-Henri Petersen 1792-1859
- Eduard Petzold 1815-1891
- Norfried Pohl 1943-2020
- Catharina Polak Daniels 1904-1989
- Hugo Poortman 1858-1953
- Johan Philip Posth 1763-1831
- Hermann von Pückler-Muskau 1785-1871
- Leo van der Putten 1895-1969

## R
- Humphrey Repton 1752-1818
- Saco Rienk DeBoer 1883–1974
- Bartel Van Riet 1983
- Henri Roeters van Lennep 1889-1971
- Lucas Pieters Roodbaard 1782-1851
- Nico Roorda van Eysinga 1921-2008
- Liévin Rosseels 1843-1921
- Louis le Roy 1924-2012
- Mien Ruys 1904-1999
- Cornelis Ryckwaert ca. 1652-1693

## S
- Simon Schijnvoet 1652-1727
- Jan Jacob Schipper 1908-19..
- Bernardo Secchi 1934-2014
- Dirk Sijmons 1949
- Cees Sipkes 1895-1989
- Lou Smeets 1916-1987
- Bas Smets 1975
- Mathias Soiron 1748-1834
- Jesús Soto 1928-2003
- Leonard Springer 1855-1940
- Stephen Switzer 1682-1745

## T
- Ben Taken 1933
- Dirk Tersteeg 1876-1942

## V
- Michiel van der Vaart 1971
- Jan Vallen
- Louis Van der Swaelmen 1883-1929
- Calvert Vaux 1824-1895
- Hans Vredeman de Vries 1527-1609
- Jan Vroom jr. 1893-1958
- Jan Vroom sr. 1855-1923
- Meto Vroom 1929-2019
- Harry de Vroome 1920-2001

## W
- Hans Warnau 1922–1995
- Pieter Westbroek 1863–1926
- Jacques Wirtz 1924–2018

## X Y Z
- Bernardijn ten Zeldam-Hartelust 1928-1982
- Carl George Zocher 1796-1863
- Jan David Zocher jr. 1791-1870
- Johan David Zocher Sr. 1764-1817
- Louis Paul Zocher 1820-1915
- Gabrielle Van Zuylen 1933-2010
- Marc van der Zwet